# Большесвятцовское сельское поселение
Большесвятцо́вское се́льское поселе́ние — муниципальное образование в составе Торжокского района Тверской области. На территории поселения находится 21 населённый пункт.
Центр поселения — деревня Большое Святцово.
Образовано в 2005 году, включило в себя территорию Большесвятцовского сельского округа.

## Географические данные
- Общая площадь: 155,5 км²
- Расположение: северная часть Торжокского района
  - Граничит:
    - на севере — с Тверецким СП и
    - на востоке — с Будовским СП
    - на юге — с городом Торжком и Борисцевским СП
    - на западе — с Никольским СП, Яконовским СП и Осташковским СП.

По восточной границе поселения протекает река Тверца, по западной — её приток река Осуга.

## Население
| 2010 | 2011 | 2012 | 2013 | 2014 | 2015 | 2016 |
| ---- | ---- | ---- | ---- | ---- | ---- | ---- |
| 875  | ↘871 | ↗924 | ↗937 | ↘864 | ↘847 | ↘841 |
| 2017 | 2018 | 2019 | 2020 | 2021 |      |      |
| ↘839 | ↗842 | ↘837 | ↘812 | ↘780 |      |      |

## Населённые пункты
На территории поселения находятся следующие населённые пункты:
| Тип  | Название         | Население | Население | Население |
| Тип  | Название         | 1996      | 2002      | 2008      |
| ---- | ---------------- | --------- | --------- | --------- |
| дер. | Большое Святцово | 313       | 281       | 316       |
| дер. | Бараново         | 7         | 9         | 6         |
| дер. | Быльцино         | 127       | 100       | 115       |
| дер. | Василёво         | 38        | 33        | 43        |
| дер. | Воробьево        | 7         | 9         | 8         |
| дер. | Восцы            | 105       | 82        | 86        |
| дер. | Дитяткино        | 10        | 5         | 3         |
| дер. | Житково          | 26        | 18        | 21        |
| пос. | Зелёная Нива     | 95        | 66        | 73        |
| дер. | Костешино        | 12        | 7         | 4         |
| дер. | Кресты           | 0         | 0         | 1         |
| дер. | Новое Вишенье    | 17        | 11        | 22        |
| дер. | Попово           | 0         | 0         | 0         |
| дер. | Прутенка         | 26        | 25        | 50        |
| дер. | Сахариха         | 35        | 30        | 39        |
| дер. | Сотино           | 56        | 47        | 61        |
| дер. | Степурино        | 1         | 6         | 7         |
| дер. | Телицино         | 7         | 3         | 4         |
| дер. | Тимошкино        | 11        | 6         | 9         |
| дер. | Чуриково         | 14        | 8         | 16        |
| дер. | Шеметово         | 13        | 10        | 15        |

## История
В XI—XIV вв. территория поселения относилась к Новгородской земле и составляла часть «городовой волости» города Торжка (Нового Торга).
В XV веке присоединена к Великому княжеству Московскому.
- После реформ Петра I территория поселения входила:
  - в 1708—1727 гг. в Санкт-Петербургскую (Ингерманляндскую 1708—1710 гг.) губернию, Тверскую провинцию,
  - в 1727—1775 гг. в Новгородскую губернию, Тверскую провинцию,
  - в 1775—1796 гг. в Тверское наместничество, Новоторжский уезд,
  - в 1796—1929 гг. в Тверскую губернию, Новоторжский уезд,
  - в 1929—1935 гг. в Московскую область, Новоторжский район,
  - в 1935—1963 гг. в Калининскую область, Новоторжский район,
  - в 1963—1990 гг. в Калининскую область, Торжокский район,
  - с 1990 в Тверскую область, Торжокский район.

В середине XIX — начале XX века деревни поселения относились к Раменской, Никольской и Новоторжской волостям Новоторжского уезда.

## Достопримечательности
Рядом с деревней Василёво, на берегу Тверцы находится усадьба Василёво и этнографический музей под открытым небом.

## Известные люди
В деревне Камнище (ныне не существующей) родился Герой Советского Союза Никитин Николай Алексеевич.